# Chanez Ayadi
Pour les articles homonymes, voir Ayadi.
Ayadi Chanez, née le 8 février 1994, est une joueuse algérienne de volley-ball.

## Clubs
club précédent :  NC Bejaia
 club actuel :  GSP